# Ivanc
Ivanc je priimek v Sloveniji, ki ga je po podatkih Statističnega urada Republike Slovenije na dan 1. januarja 2010 uporabljalo 207 oseb.

## Pomembni nosilci priimka
- Aleksa Ivanc Olivieri (1916—2010), slikarka (živela na Korziki)
- Aleksandra Lutar Ivanc, literarna leksikografinja?
- Alojz Ivanc, Anton Ivanc, španska borca
- Blaž Ivanc, upravni pravnik, izr. prof. ZF UL ...
- Bojan Ivanc, ekonomist GZS
- Brane Ivanc (1937—1991), igralec
- Ivan Ivanc, španski borec
- Jaka Ivanc (*1975), gledališki režiser
- Jera Ivanc (*1975), klasična filologinja, dramatičarka, dramaturginja, prevajalka in publicistka
- Marijan Ivanc - Dori (1930—2020), dr. gradbeništva/komunaln. ?
- Mirko Ivanc, španski borec
- Stane Ivanc (1937—1997), novinar in prevajalec
- Tjaša Ivanc, pravnica, prof. UM